# Рождественское (Богородский район)
Рождественское — село в Богородском районе Кировской области

## География
Находится на расстоянии примерно 16 километров по прямой на запад-северо-запад от районного центра поселка Богородское.

## История
Село известно с 1678 года, название по церкви. Прежнее название Лапугино. Первая деревянная церковь известна также с  1678 года, разобрана в 1764 году. Каменная Христорождественская церковь построена в 1764 году. В последние советские годы работал колхоз «Аврора». В 2006 — 2012 годах село было центром Рождественского сельского поселения.

В 1717 году учтено 15 жителей, в 1764 204 жителя. В 1873 году отмечено дворов 52 и жителей 314, в 1905 37 и 188, в 1926 45 и 255, в 1950 68 и 210 соответственно. В 1989 году учтен 351 житель.

## Население
Постоянное население  составляло 276 человек (русские 99%) в 2002 году, 139 в 2010.